# Miss Nederland
De Miss Nederland-verkiezingen is de naam van een verkiezing die vanaf 1989 tot en met 2024 jaarlijks plaatsvond en waarbij een jonge vrouw werd verkozen tot de mooiste vrouw van Nederland en die tegelijkertijd maatschappelijke betrokkenheid toonde. De titel mocht zij een jaar dragen, waarna ze deze moet overdragen aan de volgende winnares.

## Geschiedenis
Deze missverkiezing bestond eigenlijk al vanaf de jaren dertig van de twintigste eeuw, maar heette toen nog Miss Holland. Vanaf 1989 werd onder de naam Miss Nederland de verkiezing aan een nieuwe koers. De verkiezing gaat sindsdien niet meer alleen om het uiterlijk, maar bijvoorbeeld ook over de maatschappelijke betrokkenheid van de deelneemster.
Sinds 2009 wordt de Miss Nederland-verkiezing georganiseerd door Kim Kötter. In 2011 probeerde zij voor het eerst om de drie grote internationale Miss-verkiezingen (Miss World, Miss Universe en Miss Earth) onder één vlag van 'Miss Nederland' te brengen. In datzelfde jaar werd er daarom voor die drie verkiezingen ook driemaal een Miss Nederland verkozen (zie hieronder). In 2012 raakte de organisatie de Miss Earth-licentie echter alweer kwijt.
In december 2024 maakte de organisatie bekend te stoppen met de jaarlijkse miss-verkiezing. Volgens Monica van Ee, de eigenaresse van de miss-verkiezing, was de verkiezing niet meer van deze tijd.

## Winnaars
Hieronder staat een chronologisch overzicht. In de jaren 1929-1989 werd de verkiezing gehouden onder de naam Miss Holland.
- 1989 - Liesbeth Caspers
- 1990 - Gabriëlle Stap
- 1991 - Linda Egging
- 1992 - Gaby van Nimwegen
- 1993 - Hilda van der Meulen
- 1994 - Yoshka Bon
- 1995 - Didie Schackman
- 1996 - Petra Hoost
- 1997 - Sonja Silva
- 1998 - Nerena Ruinemans
- 1999 - Ilona van Veldhuisen
- 2000 - Raja Moussaoui
- 2001 - Irena Pantelic
- 2002 - Elise Boulogne
- 2003 - Sanne de Regt
- 2004 - Miranda Slabber
- 2005 - geen verkiezing (Monique Plat werd zonder verkozen te zijn naar de Miss World-verkiezing gezonden)
- 2006 - Sheryl Baas
- 2007 - Melissa Sneekes
- 2008 - Deniz Akkoyun
- 2009 - Avalon-Chanel Weyzig
- 2010 - Desirée van den Berg
- 2011 - Nederland werd vanaf dit jaar door drie missen vertegenwoordigd tijdens drie verschillende internationale Miss verkiezingen:
Miss NL World 2011: Jill Lauren de Robles
Miss NL Universe 2011: Kelly Weekers
Miss NL Earth 2011: Jill Duijves
- 2012 - Drie missen:
Miss NL World 2012: Nathalie den Dekker
Miss NL Universe 2012: Nathalie den Dekker
Miss NL Earth 2012: Shauny Bult (buiten de Miss Nederland-organisatie om gekozen)
- 2013 - Drie missen:
Miss NL World 2013: Jacqueline Steenbeek
Miss NL Universe 2013: Stephanie Tency
Miss NL Earth 2013: Wendy-Kristy Hoogerbrugge (buiten de Miss Nederland-organisatie om gekozen)
- 2014 - Twee missen:
Miss NL World 2014: Tatjana Maul
Miss NL Universe 2014: Yasmin Verheijen
- 2015 - Jessie Jazz Vuijk
- 2016 - Zoey Ivory van der Koelen
- 2017 - Nicky Opheij
- 2018 - Rahima Dirkse
- 2019 - Sharon Pieksma
- 2020 - Denise Speelman
- 2021 - Julia Sinning
- 2022 - Ona Moody
- 2023 - Rikkie Kollé
- 2024 - Amber Rustenberg

### Finales Miss Nederland 2012 en 2013
De echte finale Miss Nederland 2012, die op 14 september 2012 door Kim Kötter in het WNL-programma Vandaag de Vrijdag was aangekondigd voor 22 oktober 2012, ging niet door. In plaats van een finale voor 2012 had de Miss Nederland-organisatie overigens al Nathalie den Dekker geselecteerd om Nederland te vertegenwoordigen op de Miss World-finale van 18 augustus 2012 in Mongolië, waar zij in de top 15 eindigde. Zij werd daarnaast op 7 november 2012 ook door de Miss Nederland-organisatie aangekondigd als de vertegenwoordigster van Nederland op de Internationale Miss Universe-verkiezing van 2012.
Op de internationale Miss Earth-verkiezing 2012 werd Nederland vertegenwoordigd door Shauny Bult, die eveneens buiten de Miss Nederland-organisatie om was afgevaardigd. De finale voor de verkiezing Miss Nederland 2012 heeft feitelijk niet plaatsgevonden, omdat Nathalie den Dekker buiten de nog lopende Miss Nederland-competitie om tussentijds al was aangewezen als Miss Nederland World 2012 en Miss Universe Nederland World 2012. Het was hiermee voor het eerst in de geschiedenis dat er een nieuwe Miss Nederland was, terwijl de finale van de voor dat jaar gekozen finalistes nog moest plaatsvinden. De in 2012 verkozen winnaressen droegen feitelijk de titel Miss Nederland Universe 2013 en Miss Nederland World 2013.
In mei 2013 maakte de Miss Nederland-Organisatie op haar website bekend dat kandidaten zich aan konden melden voor de Miss Nederland 2013 verkiezing. Jacqueline Steenbeek en Stephanie Tency waren echter al aangewezen om Nederland te vertegenwoordigen op de Internationale Miss World- en Miss Universe-verkiezingen van 2013. Aangezien de Miss Nederland-organisatie niet langer over de Miss Earth-licentie beschikte, betekende dit dat een in 2013 nieuw te verkiezen Miss Nederland 2013 alleen zou kunnen deelnemen aan een van de Internationale Miss verkiezingen als de kandidatuur van Steenbeek of Tency zou worden ingetrokken. Wendy-Kristy Hoogerbrugge was buiten de Miss Nederland-organisatie om verkozen voor de Miss Earth-verkiezing in 2013.

## Galerij

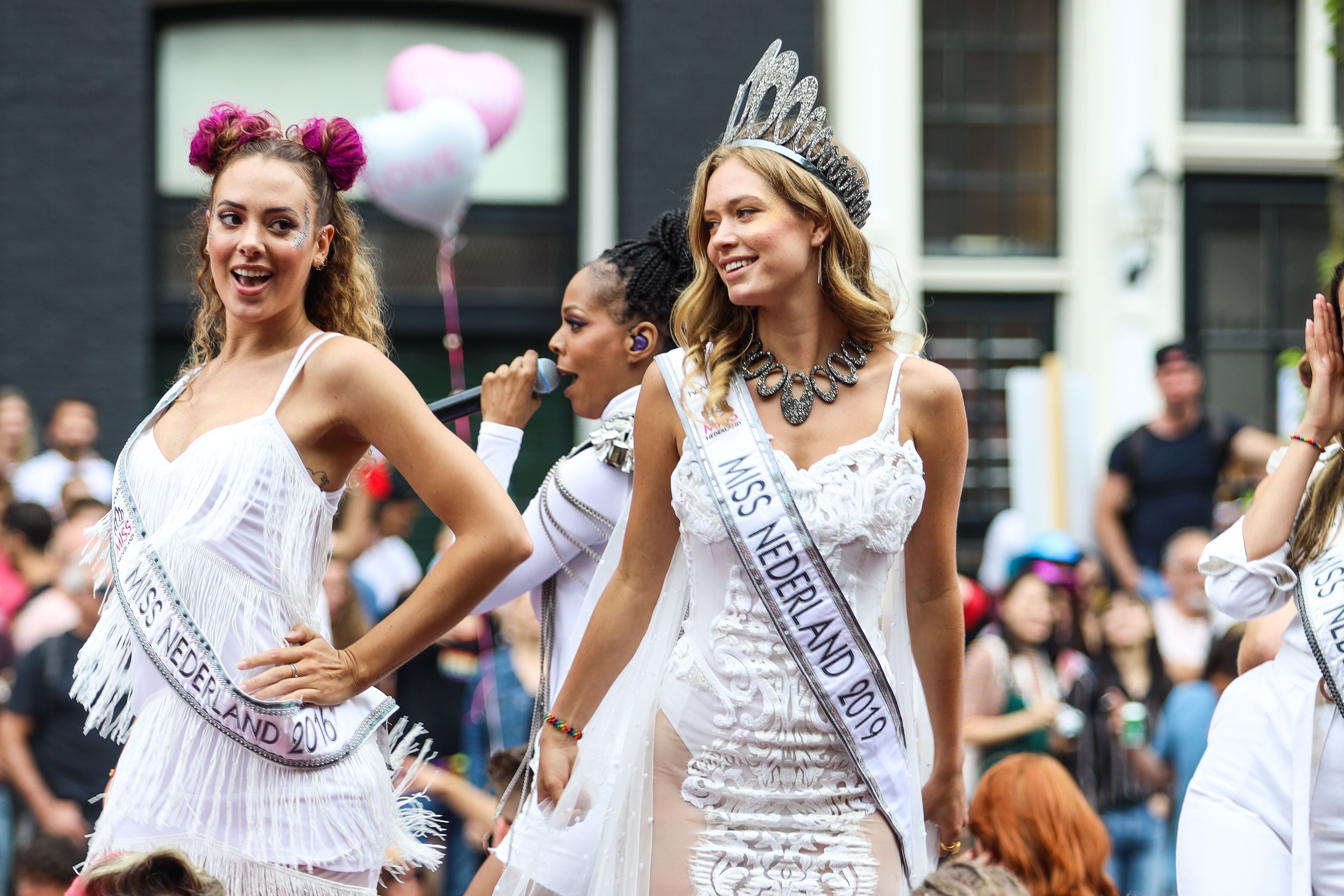
Miss Nederland 2016 & 2019
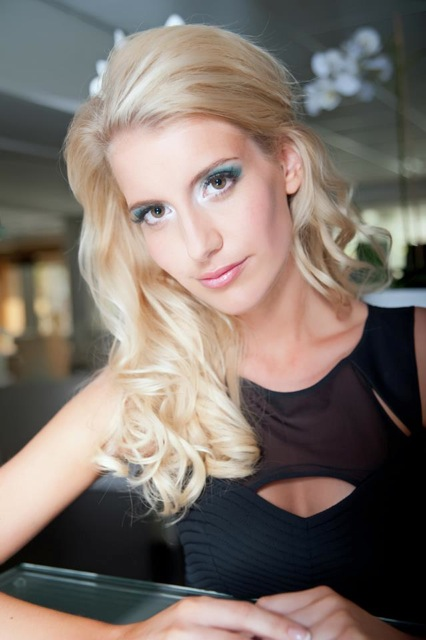
Wendy-Kristy Hoogerbrugge Miss Earth 2013 (NL)
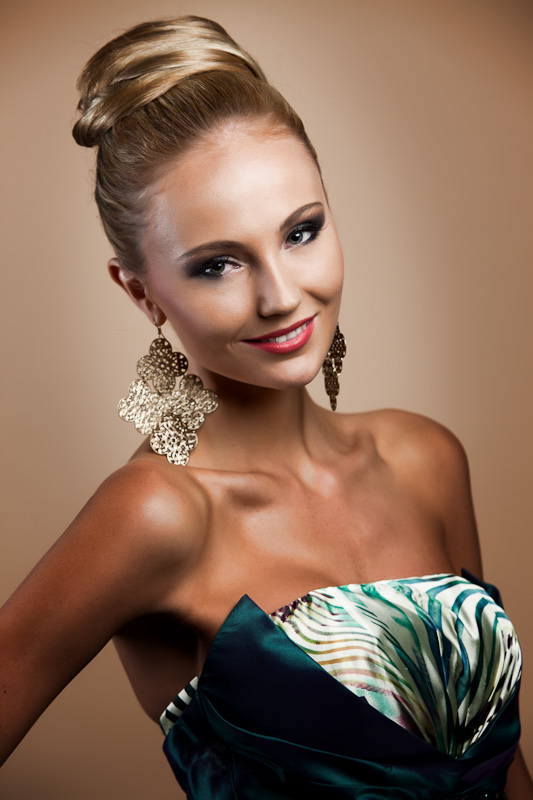
Kelly Weekers, Miss Universe Nederland 2011
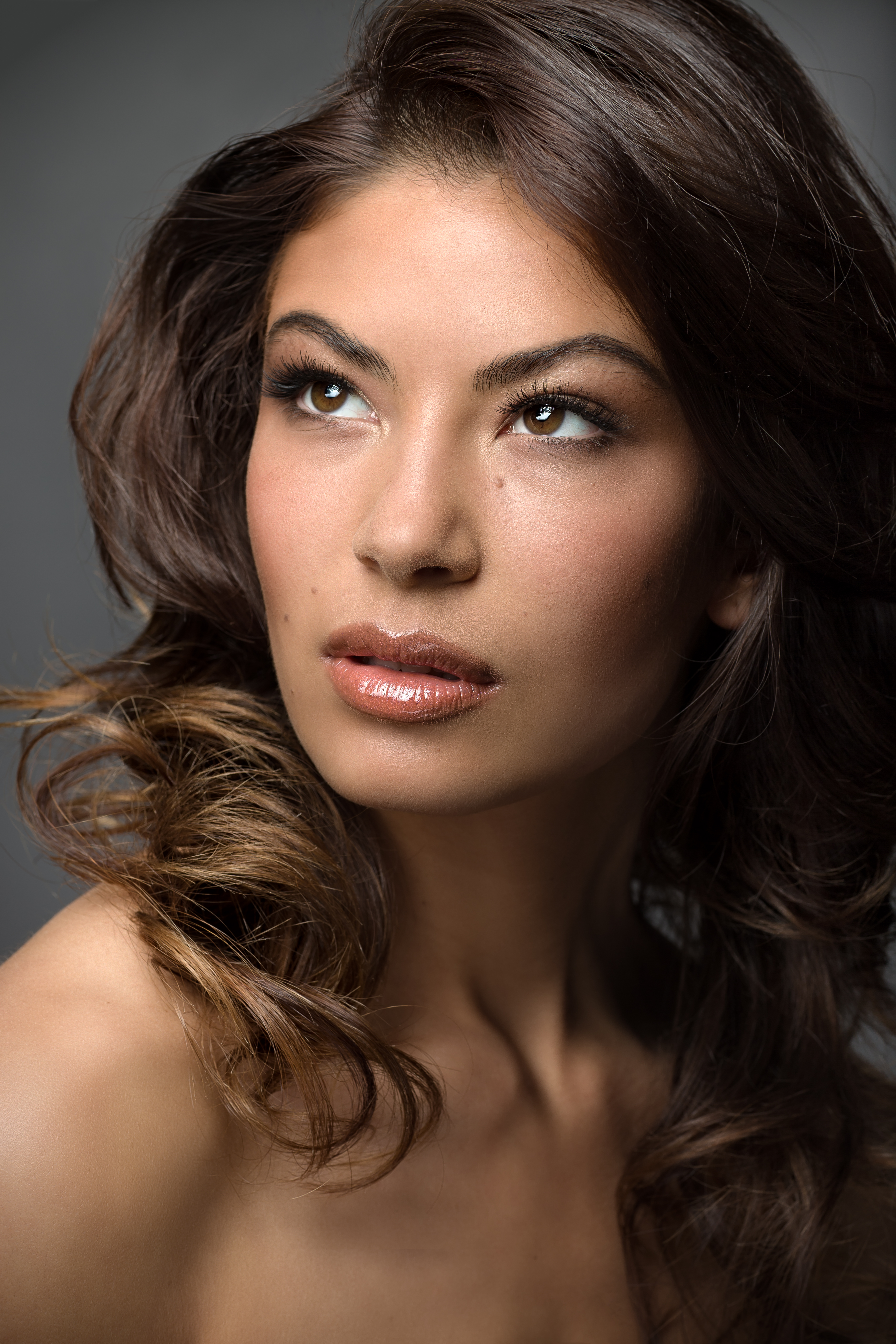
Avalon-Chanel Weyzig Miss Nederland 2009
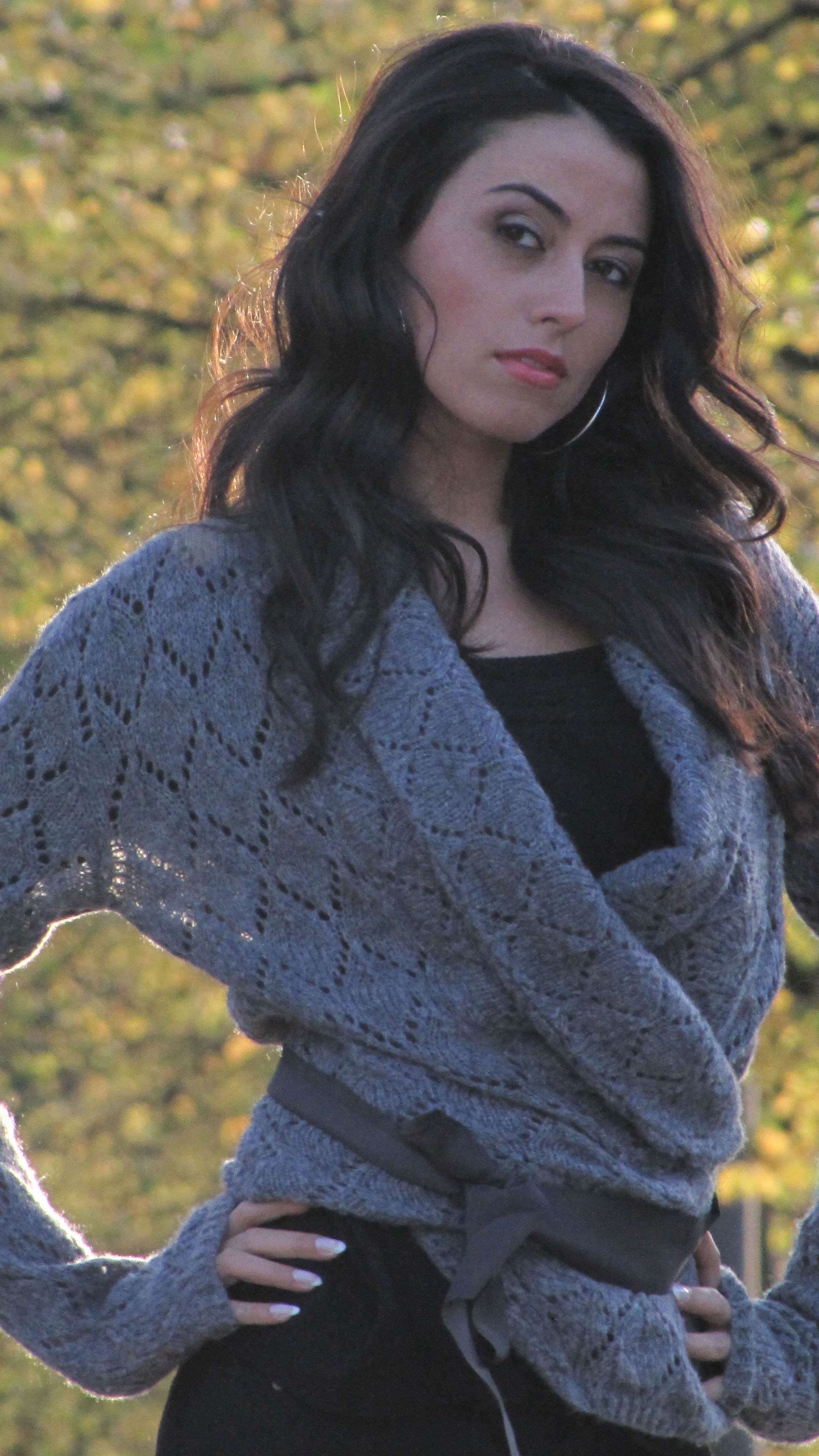
Deniz Akkoyun Miss Nederland 2008
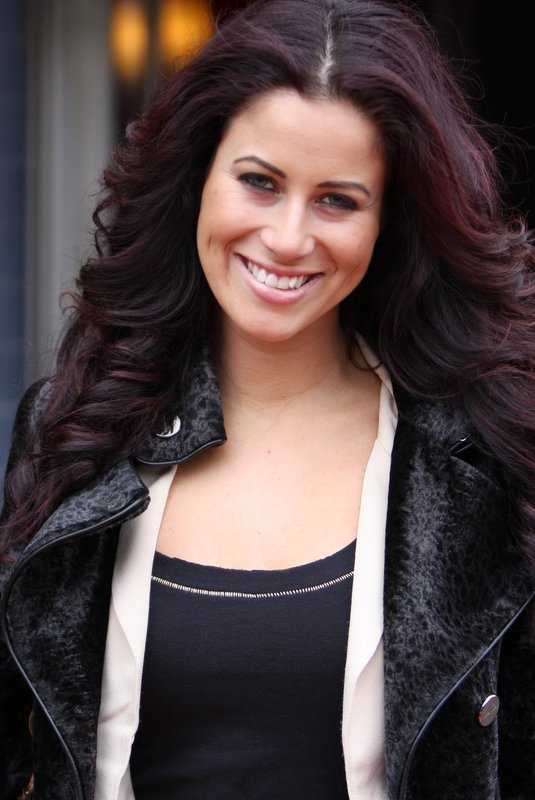
Melissa Sneekes Miss Nederland 2007
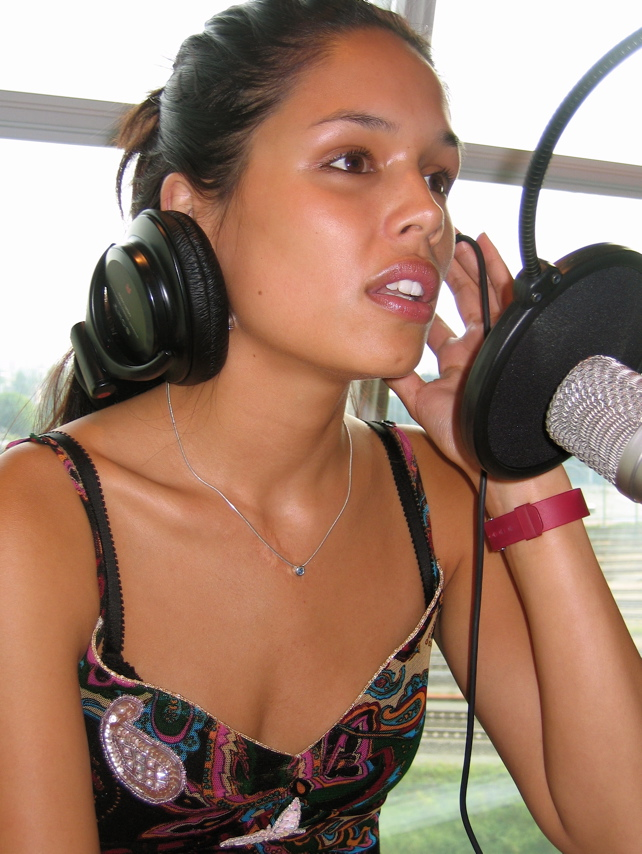
Sheryl Baas Miss Nederland 2006
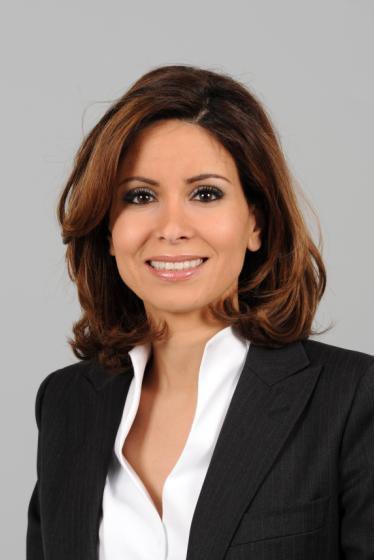
Raja Moussaoui Miss Nederland 2000
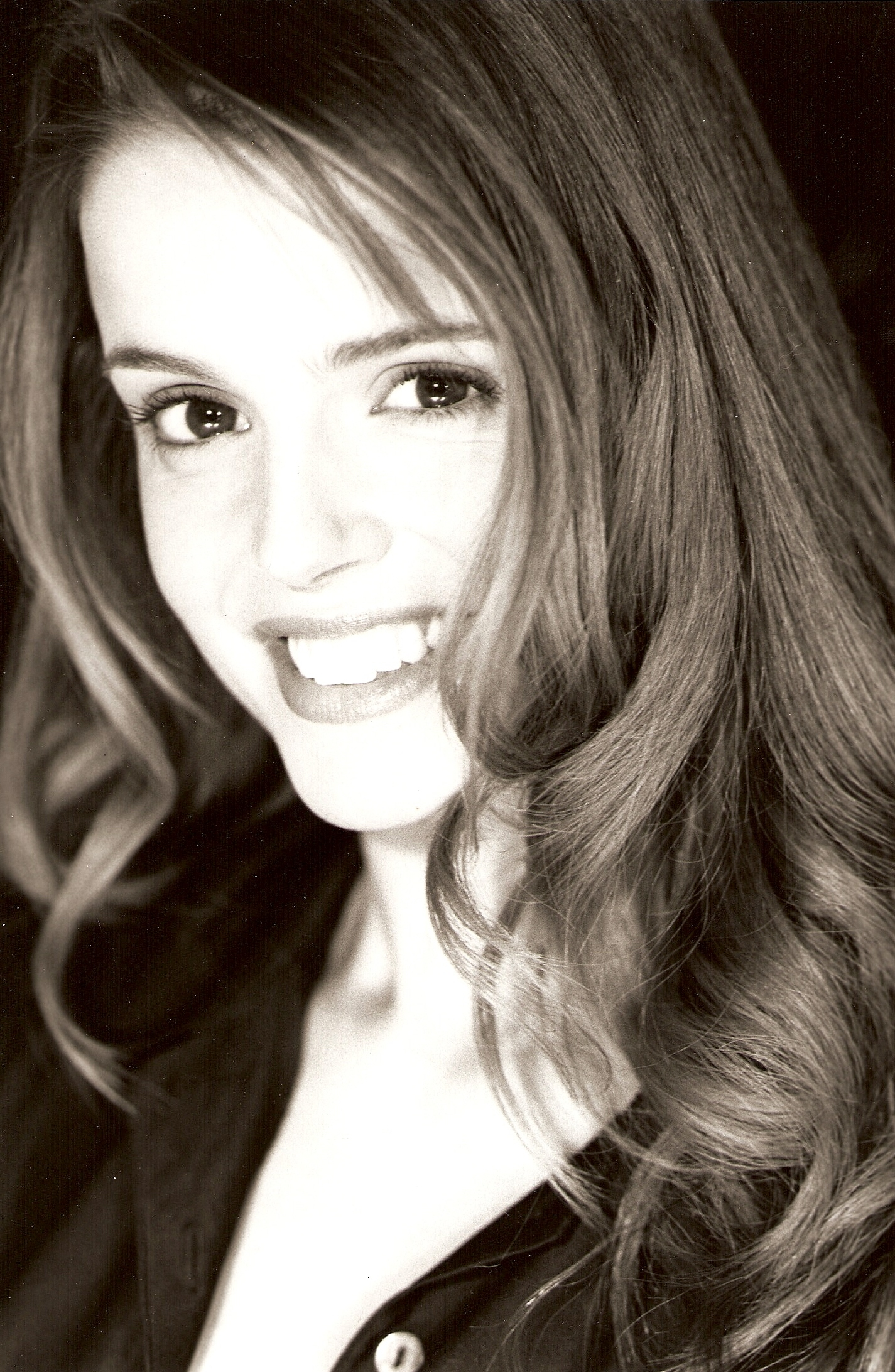
Didie Schackman Miss Nederland 1995
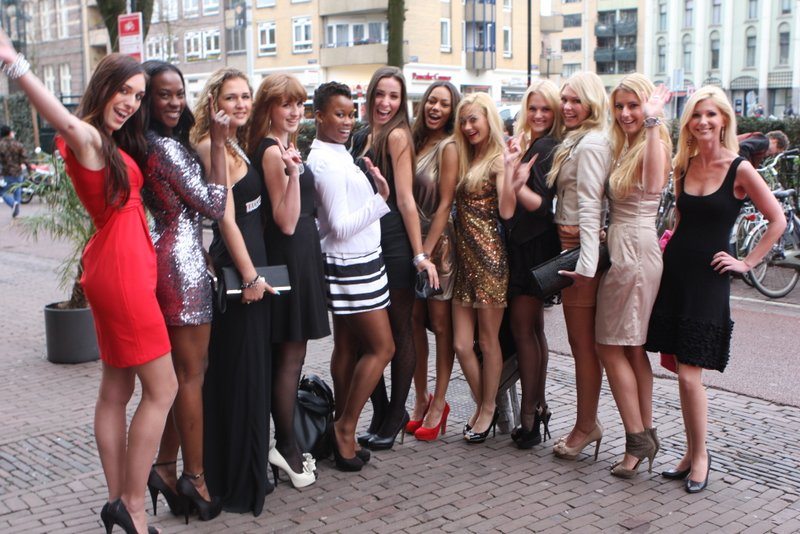
Missen Zuid-Holland 2012